# Gömstället (film, 1991)
Gömstället (danska: Møv og Funder) är en dansk dramafilm från 1991 i regi av Niels Gråbøl.

## Handling
Tolvårige Møv bor ensam med sin mor och träffar en dag en pojke som är på flykt från polisen. Møv hjälper honom gömma sig och de blir goda vänner, men det är svårt att hålla pojken gömd.

## Rollista
- Kasper Andersen – Martin, kallas Møv
- Allan Winther – Frederik "Funder" Moseby
- Ditte Gråbøl – Møvs mamma
- Niels Skousen – Mark, mammans fästman
- Kristine Horn – Rikke, grannflickan
- Steen Svare – kriminalpolis
- Kim Jansson – polis
- Nikolaj Thide – polis
- Master Fatman – Johnny Strong, Funders hyresvärd
- Morten Søborg – slagskämpen
- Jonas Gülstorff – Jesper, kamrat (dubbad av Jean Linnet)
- Jonas Hannemann Møller – lille Peter
- Rasmus Kjærboe – Mads, kamrat
- Rasmus Gottlieb – Jens, kamrat
- Lone Kellerman – en kvinna
- Helle Ryslinge – den upprörda kvinnan i fönstret